# Curso superior de tecnologia
O curso superior de tecnologia é um tipo de curso da educação superior do sistema de educação profissional brasileiro. Essa modalidade de graduação visa formar especialistas para atender campos específicos do mercado de trabalho. Os alunos que completarem o curso tecnológico serão titulados como tecnólogos. Após completarem o curso tecnológico os egressos podem fazer cursos de pós-graduação (lato sensu (especialização tecnológica); stricto sensu (mestrado profissional; doutorado profissional)); extensão tecnológica.
Os cursos superiores de tecnologia são abertos a candidatos que tenham concluído o ensino médio ou equivalente. A duração mais curta de dois a três anos é um fator responsável pela expansão desse tipo de curso. Também, a expansão desse tipo de curso desde 1998 levou à criação de cursos com projeto pedagógico de baixa qualidade, não passando de cursos empobrecidos, e também especializados demais para que proporcionassem formação adequada.
Nem todo concurso público de nível superior aceita inscritos com curso tecnológico, apesar de ser legalmente reconhecido como tal, justamente pela duração menor que a de outros cursos. A pessoa interessada em prestar concurso deve consultar o edital para ter a informação específica. Além disso, os tecnólogos podem se candidatar a cargos públicos e privados em que a exigência seja ter o nível superior completo.

## Histórico
No Brasil, em 1969, o Decreto nº 547 autorizou as escolas técnicas federais a realizar oferta de cursos superiores de curta duração. Predominou então, na década de 1970, o entendimento de que tais cursos superiores de curta duração eram intermediários entre um curso técnico e um superior pleno. Tais cursos focavam-se a formar profissionais mais voltados à operação e gestão do quê à concepção. Em 1973, o Parecer CFE nº 1.060/73 lança a nomenclatura atual para esses cursos: cursos superiores de tecnologia, sendo tecnólogos os que nele se formarem.
De 1994 a 2004, o número de vagas em cursos superiores de tecnologia no país aumentou de 23 861 para 200 458, e o número de cursos em si, de 261 para 1 804. Vale notar que essa expansão deu-se mais em instituições particulares do que em públicas.
Desde 1998, os cursos superiores de tecnologia tem sido os que mais crescem no número de matriculas no Brasil. O número de cursos tecnológicos passou de 258 em 1998 para 4 355 em 2008, aumento de mais de 1 200% em uma década, segundo dados divulgados pelo Instituto Nacional de Estudos e Pesquisas Educacionais Anísio Teixeira (INEP). No mesmo período, a totalidade dos cursos de graduação teve um crescimento (bacharelado e licenciatura) bem inferior, em torno de 250%. O número de matriculados nos cursos tecnológicos também cresceu no mesmo período, de 63 046 para 287 727, ou seja, 426%.

## Classificação e registro profissional
Atualmente, o tecnólogo possui 100 títulos profissionais catalogados na Classificação Brasileira de Ocupações (CBO). A CBO, instituída por portaria ministerial nº. 397, de 9 de outubro de 2002, tem por finalidade a identificação das ocupações no mercado de trabalho, para fins classificatórios junto aos registros administrativos e domiciliares. Os efeitos de uniformização pretendida pela CBO são de ordem administrativa e não se estendem as relações de trabalho. Já a regulamentação da profissão, diferentemente da CBO é realizada por meio de lei, cuja apreciação é feita pelo Congresso Nacional, por meio de seus Deputados e Senadores, e levada à sanção do Presidente da República.

### Projeto de lei (PL 2 245/2007)
Em 2007, o deputado federal Reginaldo Lopes propôs o Projeto de Lei nº 2 245, com o objetivo de regulamentar a profissão de tecnólogo, nas modalidades relacionadas no Catálogo Nacional de Cursos Superiores de Tecnologia (CNST) do Ministério da Educação (MEC). Em síntese, a proposição determina as atribuições dos tecnólogos (art. 2º); a possibilidade de o profissional responsabilizar-se, tecnicamente, por pessoa jurídica (art. 3º); a reserva da denominação de tecnólogo aos profissionais legalmente habilitados na forma da legislação vigente (art. 4º); a atribuição dos Conselhos Federais e Regionais de fiscalização do exercício profissional da respectiva área e a atribuição do Ministério do Trabalho e Emprego (MTE) para efetivar o registro profissional dos tecnólogos (arts. 5º e 6º, respectivamente).